# Румунска гркокатоличка црква
Румунска гркокатоличка црква или Гркокатоличка румунска црква уједињена са Римом, (латински: Ecclesiae Graecae Catholico Romaniae; румунски: Biserica Română Unită cu Roma, Greco-Catolică), понекад називана, због свог византијског обреда, је Румунска византијска католичка црква која је sui iuris источно-католичка црква, у пуној заједници са Римокатоличком црквом. Има ранг велике архиепископске цркве и користи византијски литургијски обред на румунском језику. Део је великих архиепископских цркава Католичке цркве које се не одликују  патријарашком титулом.
Кардинал Лучијан Мурешан, архиепископ Фагараша и Алба Јулије, служи као поглавар Румунске гркокатоличке цркве од 1994. године. Гркокатоличка црква је 16. децембра 2005. године, као Румунска црква уједињена са Римом,  уздигнута на ранг велике архиепископске цркве од стране папе Бенедикта XVI, a Лучијан Мурешан је постао њен први велики архиепископ. Мурешан је потом проглашен за кардинала на Конзисторији 18. фебруара 2012. године.
Поред архиепархије Фагараша и Алба Јулиа, у Румунији постоји још пет гркокатоличких епархија (Епархија Орадеа Маре, Епархија Клуж-Герла, Епархија Лугојска, Епархија Марамурешка и Епархија Светог Василија Великог у Букурешту), као и једна епархија у иностранству, румунска католичка епархија Светог Ђорђа у Кантону (Охајо, САД), која је директно потчињена главном архиепископу и Светој столици, и која територијално покрива Сједињене Америчке Државе и Канаду.
Према подацима објављеним у Annuario Pontificio из 2016. године, Румунска грко-католичка црква имала је 504.280 чланова, 8 бискупа, 1.225 парохија, око 835 епархијских свештеника и 235 богослова свог сопственог обреда на крају 2012. године. Међутим, према румунском попису из 2011. године, број њених следбеника који су живели у Румунији био је само 150.593, од чега су 124.563 етнички Румуни. Спор око ове цифре помиње се у извештају Стејт департмента о верским слободама у Румунији.
Поред тога, у Румунији постоји још пет католичких бискупија које припадају Латинској цркви, чији су чланови бројнији.